# Resolució 2395 del Consell de Seguretat de les Nacions Unides
La Resolució 2395 del Consell de Seguretat de les Nacions Unides fou adoptada per unanimitat el 21 de desembre de 2017. El Consell va ampliar la Direcció Executiva del Comitè contra el Terrorisme del Consell de Seguretat de les Nacions Unides (CTED) fins al 31 de desembre de 2021.

## Observacions
Egipte va lamentar que la resolució no parlés del finançament del CTED. Segons el país, que era el president del Comitè contra el Terrorisme, aquest era un problema que afectava el treball de l'organització. A més, Egipte pensava que anar en contra de la retòrica terrorista hauria de ser una tasca crucial del CTED.
Els Estats Units van dir que calia un CTED flexible que pogués respondre a noves amenaces. També van donar la benvinguda a la nova directora Michèle Coninsx, i van donar suport a la seva visió d'una CTED fort i dinàmic. També va destacar els tres objectius d'aquesta resolució:
- Avaluar la implementació de les resolucions contra el terrorisme per països;
- Reforçar el CTED com un sistema d'alerta primerenca;
- Posar el CTED en l'estructura antiterrorista reformada de l'ONU.

Al llarg dels anys, el Consell havia après que necessitaven alhora reforçar la justícia, tallar el finançament del terrorisme, protegir millor l'aviació i assegurar importants infraestructures per prevenir el terrorisme. Un element important s'havia convertit ara en la lluita contra l'extremisme violent.

## Contingut
El juliol de 2016 una avaluació va confirmar la importància d'una implementació integrada i equilibrada dels quatre pilars de l'estratègia mundial contra el terrorisme. El juny de 2017, la Resolució 60/288 de l'Assemblea General de les Nacions Unides va crear l'Oficina de les Nacions Unides Contra el Terrorisme (UNOCT), que n'era responsable.
El CTED del Consell de Seguretat, que havia de supervisar la implementació la Resolució 1373, es va ampliar fins al 31 de desembre de 2021. La seva funció principal era avaluar la manera en què els països implementaven les resolucions 1373, 1624 i 2178, i proporcionar millores. A més, el CTED havia d'observar i avaluar les noves tendències en terrorisme.
El CTED i la UNOCT havien de treballar molt de prop, i es va animar a la UNOCT a aprofundir en l'anàlisi del CTED. També es va encarregar al CTED que compilés una llista anual de països on s'havia d'avaluar. L'any 2017, el CTED havia estat en més de vint països, però alguns països mai havien estat visitats. Els alts funcionaris dels països avaluats havien de ser convidats a les reunions del Comitè contra el Terrorisme.